# Vårskovgård
Vårskovgård er en gammel hovedgård, som nævnes første gang i 1416. Vårskovgård kom ind under Knuthenborg, som en avlsgård i 1685. Gården ligger i Bandholm Sogn, Fuglse Herred, Maribo Amt, Maribo Kommune, Lolland Kommune.
Vårskovgård, der nu kun er avlsgård, er på 45 hektar

## Ejere af Vårskovgård
- (1416) Niels Lauridsen
- (1416-1450) Katrine Knudsdatter gift Lauridsen
- (1450-1664) Maribo Kloster
- (1664-1685) Kronen
- (1685-1697) Eggert Christoffer von Knuth
- (1697-1714) Søster Corneliusdatter Lerche gift von Knuth
- (1714-1736) Adam Christoffer lensgreve Knuth
- (1736-1747) Ida Margrethe Reventlow gift Knuth
- (1747-1776) Eggert Christoffer lensgreve Knuth
- (1776-1808) Johan Henrik lensgreve Knuth
- (1808-1818) Frederik lensgreve Knuth
- (1818-1856) Frederik Marcus lensgreve Knuth
- (1856-1874) Eggert Christoffer lensgreve Knuth
- (1874-1888) Adam Wilhelm lensgreve Knuth
- (1888-1920) Eggert Christoffer lensgreve Knuth
- (1920-1967) Frederik Marcus lensgreve Knuth
- (1967-1970) Frederik Marcus lensgreve Knuth / Adam Wilhelm Josef greve Knuth
- (1970-1997) Adam Wilhelm Josef lensgreve Knuth
- (1997-2001) Adam Wilhelm Josef lensgreve Knuth / Charlotte Birgitte Bille-Brahe-Selby lensgrevinde Knuth
- (2001-2006) Adam Wilhelm Josef lensgreve Knuth / Charlotte Birgitte Bille-Brahe-Selby lensgrevinde Knuth / Adam Christoffer greve Knuth
- (2006-) Adam Christoffer greve Knuth

## Ekstern henvisninger
- Knuthenborg Safari Park